# Sinimbu
Sinimbu là một đô thị thuộc bang Rio Grande do Sul, Brasil. Đô thị này có diện tích 510,12 km², dân số năm 2007 là 10315 người, mật độ 20,22 người/km².